# Îles Cook du Sud
Les îles Cook du Sud sont l'un des deux archipels qui forment les Îles Cook, un petit pays d'Océanie (avec les Îles Cook du Nord) dont il occupe la partie méridionale.
En 2006, l'archipel comptait un peu plus de 18 000 habitants, soit plus de 95 % de la population totale du pays. Il y abrite également sa capitale et plus grande ville: Avarua. Il s'agit également du plus dynamique des deux archipels du pays, à la fois par ses tendances démographiques que part sa situation économique.
Les Îles Cook du Sud regroupent neuf îles dont sept sont habitées: Aitutaki, Atiu, Mangaia, Manuae, Mauke, Mitiaro, Palmerston, Rarotonga (qui abrite la capitale Avarua) et Takutea.